# الجو (رغوان)

تعديل مصدري - تعديل

الجو هي إحدى قرى عزلة رغوان بمديرية رغوان التابعة لمحافظة مأرب، بلغ تعداد سكانها 198 نسمة حسب تعداد اليمن لعام 2004.